# 国際レジーム
国際レジーム（こくさいレジーム、英語: International regimes）とは、相互依存が進んだ国際社会において、特定のある問題（争点）について創出された国際関係における枠組みをいう。

## 定義
レジーム論の代表的研究者であるクラズナー（Stephen D.Krasner)は、レジームを「国際関係の所与の争点領域（あるいは問題領域）における、アクター[行為主体]の期待が収斂するところの明示的もしくは暗黙の原則・規範・ルール・及び意思決定手続きの総体」と定義した。原則とは、事実、因果関係(causation)、及び公正（rectitude）の信念である。規範とは、行動の基準であり、権利・義務の観点において定義される[一般的な文脈で語られる規範とレジーム論で語られる規範とは少し異なる]。ルールは、行動に関する規定と禁止(prescription or proscription)である。意思決定手続きは集合的選択の決定と履行において普及している実践である。
レジームのこの定義は、他の当時の定義づけと合致しているとされる。例えばコヘインとナイは、レジームを「一連の統治的取り決め」と定義し、「行動を規制しその効果をコントロールするルール、規範、手続きのネットワーク」をレジームの定義に含めている 。ハースは、レジームを、共通の一貫した一連の手続き、ルール、規範を包含するものであるとする 。ブル(Hedley Bull)は、いくらか異なる用語法を用いて、「人や集団の定められた階層が、定められた方法で行動することを要求したり認可したりする一般的命令原則」がルール[規則]であるとし、国際社会におけるルールと制度の重要性に言及する 。ブルにとって制度というものは、ルールを定型化し、伝達し、施行し、強制し、解釈し、正当化し、適応することを通じてルールの一貫性を守らせるものである。

## 形成
国際レジームは、ある争点に関しての諸国家の行為を調整する必要性に応じて形成されることが多い。たとえば、上位の権威が欠如している状況で、国家間のテレコミュニケーションは、多くの二国間協定によって統治されている。国際電気通信連合のようなレジームは、国家を超えた無線・電話・電気通信でのコミュニケーションを効率的に標準化するためのフォーラム、多国間条約、統治機関として存在する。
ヤルタ会談・国際連合・核拡散防止条約・国際通貨基金・生物兵器禁止条約・京都議定書は、国際レジームの代表例である。国際レジームの多くは、第二次世界大戦後、劇的に増加しており、今日では、安全保障問題（兵器不拡散や集団防衛）から貿易、金融、投資、情報コミュニケーション、人権、環境、宇宙空間の管理に至るまで、国家間の調整を要する国際関係のあらゆる側面をカバーしている。
レジームを形成する際に、覇権国の重要性を強調する研究者がいる。これは覇権安定論と呼ばれる。アメリカ合衆国連邦政府は、たとえば、世界銀行や国際通貨基金を伴ったブレトンウッズ体制の創設を助けた。国際政治と経済における支配的アクターである覇権国が、グローバル標準の創設から最も多くの利益を受け取ることがその根拠にある。
たとえば、マイクロソフトやユニバーサル・ピクチャーズなどのアメリカ合衆国の企業は、世界の知的財産権レジームから最大の恩恵を受けているのである。覇権国がレジームを創るために力の行使を伴うため、覇権国の撤退は、同時にレジームの効果を脅かすこともできる。
リットベルガー（Volker Rittberger)は、レジームの形成について、状況構造アプローチ、問題領域アプローチ、覇権アプローチ、認知的アプローチに分類した。

## 支持と批判
レジームは、国際関係の重要な機能的必要性に奉仕する。強力なレジームは、国際政治における独自のアクターと考えられている。究極的には国家がレジームを創り、維持するけれども、いったん制度化されたならば、レジームは、国家主権とは独立して世界政治で影響を与えることができる。争点領域における国家間関係の変化、とりわけレジームの形成から消滅までを説明する分析枠組みとしてレジーム論は有用であり、軍備管理などのハイ・ポリティクスよりも、環境レジーム、人権レジーム、南極レジーム、漁業レジームといったようにロー・ポリティクスの争点領域で用いられることが多い。
国際原子力機関は、たとえば、国家によって付与された、核エネルギー活動を監視するための一定の権利を持っている。国家間の条約によって組織されている限り、レジームは、公式の国際法の重要な源泉を提供する。レジーム自体は、国際法の主体でもありえる。国家の行為を形成する限り、最も影響力のあるレジームは、慣習的国際法の源泉にもなりえる。リベラリズムの研究者は、平和的な世界的ガバナンスの初期の種をレジームに見ている。
ストレンジは、レジーム論を「アメリカの理論」として批判したが、1980年代から日本やドイツでレジーム論を用いた研究が盛んになった。ガバナンス論の登場により規範重視的、体制形成的な研究はガバナンス論へと移行したが、レジーム論は国家間の協力の崩壊を説明するのにも適しているため現在でも分析枠組みとして利用されている。
レジームへの批判は、世界政治における対立あるいは非効率性の源泉とレジームの影響を捉えている。国連安保理を取り巻く安全保障レジームは、この点で事例としてよく引用される。レジームが民主的統制の希薄化を表していると警戒する論者もいる。生活の重要な局面を統治し、影響を及ぼすけれども、国内の民主政治から乖離した段階でレジームは作用する。結果、大半のレジームは、密室で作られた合意を伴う、国際公務員のテクノクラート的な見方を代表するようになっていると批判者は論じる。
世界貿易機関のようなレジームは、人民の意志との連結のため活動する市民問題部門を設立することで、この「民主主義の赤字」に対処しようとしてきた。大半のレジームは、国家内部で生じる直接的な民主政治からいまだに隔離されている。しかし、国際調整の多くがテクノクラートによって提供される専門知識を必要としているので、このような隔離が必要と考える研究者もいる。